# Wolfgang Frank (Fußballspieler)
Wolfgang Frank (* 21. Februar 1951 in Reichenbach an der Fils; † 7. September 2013 in Mainz) war ein deutscher Fußballspieler und -trainer.

## Werdegang

### Spielerkarriere
Die ersten Schritte als Jugendfußballer unternahm Frank bei seinem Heimatverein TSV Schlierbach. Über die Zwischenstation VfL Kirchheim kam das Offensivtalent 1968 in die Jugendabteilung des VfB Stuttgart. In der Saison 1970/71 wurde er unter Trainer Karl Bögelein mit den VfB-Amateuren Meister der 1. Amateurliga Nord-Württemberg und erzielte dabei 25 Tore. Es schlossen sich die Spiele im Wettbewerb um die Deutsche Amateurmeisterschaft an. Das Finale am 10. Juli in Würzburg verlor er mit seinen Mannschaftskameraden Günter Sawitzki, Karl Berger, Dieter Schwemmle und Dieter Ungewitter gegen den Titelverteidiger SC Jülich mit 0:1 Toren. Zur Runde 1971/72 wurde er in den Lizenzkader der Schwaben übernommen. Unter Trainer Branko Zebec – dieser wurde am 19. April 1972 durch Karl Bögelein abgelöst – brachte es der kleine, wendige und trotzdem kopfballstarke Angreifer in seiner Debütrunde in der Bundesliga in 29 Ligaeinsätzen auf zwölf Tore. Er führte damit die interne Torschützenliste vor Karl-Heinz Handschuh (10 Tore) und den mit je acht Treffern folgenden Horst Köppel und Hans Ettmayer an. In seinem zweiten Bundesligajahr erzielte er unter dem Zebec-Nachfolger Hermann Eppenhoff in 26 Ligaspielen elf Tore und der VfB rangierte auf dem sechsten Tabellenplatz. Nach zwei Runden Bundesliga mit 23 Toren in 55 Spielen unterschrieb er zur Saison 1973/74 einen Vertrag in der Eredivisie in Nordholland beim AZ Alkmaar.
An der Seite von Mitspielern wie Kees Kist und unter Trainer Joop Brand erzielte der Stürmer in 26 Ligaspielen sechs Treffer und Alkmaar belegte 1974 den siebten Rang. Der lernwillige Spieler erlebte in der Praxis den Erfolgsfußball von Ajax Amsterdam, den „Totalen Fußball“. Nach der Auslandserfahrung nahm er das Angebot aus der Bundesliga an und schloss sich zur Saison 1974/75 dem Bundesligarückkehrer Eintracht Braunschweig an. Er traf in Niedersachsen auf den ehemaligen VfB-Mitspieler Handschuh und Trainer Zebec. In 32 Ligaspielen erzielte Frank zehn Tore und der Aufsteiger hielt mit dem neunten Rang sicher die Klasse. Der ehemalige jugoslawische Weltklassespieler Zebec führte aber durch sein streng leistungsorientiertes Training, darin hatten Kondition und taktische Raumdeckung einen hohen Stellenwert, die Eintracht in den nächsten zwei Runden in die Spitzenränge der Bundesliga. Grundlage war die Einführung der Vierer-Abwehrkette mit einem defensiven Mittelfeldspieler davor und der Verzicht auf Manndeckung, Zebec ersetzte sie durch eine flexible Mann-/Raumdeckung.
Die ergiebigsten Spielzeiten, in denen er Siebter bzw. Vierter der Bundesliga-Torschützenliste wurde, waren 1975/76 mit 16 Toren und 1976/77 mit 24 Toren, womit er gleichauf mit Klaus Fischer Vierter der Bundesligatorschützenliste war. Er trug damit zu den Erfolgen der Eintracht in den 1970er Jahren bei, die die Spielzeiten 1976 und 1977 als Fünfter bzw. Dritter beendete und auch einige Male  Tabellenführer der Liga war.
Der Stürmer erzielte in der Bundesliga in 215 Spielen 89 Tore, die meisten davon in den Jahren 1974 bis 1977 für Eintracht Braunschweig, nämlich 52 in 106 Spielen. Seine weiteren Bundesligavereine waren der VfB Stuttgart (1971–1973; 55 Spiele, 23 Tore), Borussia Dortmund (1977–1980; 34 Spiele, 10 Tore) und der 1. FC Nürnberg (1980–1982; 20 Spiele, 4 Tore). Der Club zahlte für Frank 800.000 DM an Dortmund. Nachdem er in seiner ersten Saison zu 17 Einsätzen gekommen war, war er beim Club in der zweiten Saison nur noch Reservespieler, der lediglich dreimal zum Einsatz kam.
Als Spieler wurde er 1982 reamateurisiert. Er ließ seine Karriere beim FSV Bad Windsheim in der Bezirksliga und beim Schweizer FC Glarus ausklingen, bei dem er zuletzt bereits als Spielertrainer tätig war. Trotz einer Körpergröße von 1,72 m war er ein gefürchteter Kopfballspieler, da er durch Sprungkraft – bei den Sprüngen half ihm das geringe Gewicht von 66 kg – und technische Fähigkeiten vielen hochgewachsenen Abwehrspielern überlegen war. Im Europapokal gelangen ihm für Eintracht Braunschweig in fünf Spielen fünf Tore. Darunter waren entscheidende Treffer wie der zur 1:0-Führung auswärts gegen Dynamo Kiew im September 1977, weswegen Braunschweig Kiew im UEFA-Pokal mit 1:1 und 0:0 ausschaltete. Des Weiteren spielte er von 1972 bis 1977 sechsmal in der B-Nationalmannschaft und erzielte dabei drei Tore.

#### Erfolge als Spieler
- DFB-Pokal-Finalist (1): 1982 (mit dem 1. FC Nürnberg)
- UEFA Intertoto Cup Sieger (1): 1975 (mit Eintracht Braunschweig)

### Trainerkarriere
Beim FC Glarus begann Frank den zweiten Abschnitt seines fußballerischen Lebens als Fußballtrainer. Der Übergang in den Trainerberuf erfolgte schrittweise, denn von 1984 bis Dezember 1988 war er in Glarus Spielertrainer, engagiert vom damaligen Präsidenten Fritz „Ypsch“ Hösli. Danach arbeitete er als Trainer von Dezember 1988 bis 1991 beim FC Aarau, 1991/92 beim FC Wettingen und 1992/93 beim FC Winterthur.
Ab 19. Januar 1994 war er Trainer beim Zweitligaaufsteiger Rot-Weiss Essen als Nachfolger von Jürgen Röber, der einem Angebot in die Bundesliga gefolgt war, unter dem die Mannschaft nach 19 Spieltagen auf Platz elf stand. Zu Saisonende, nach 38 Spieltagen, lag Rot-Weiss auf dem vorletzten Platz und stieg ab. Dennoch drang Frank mit der Mannschaft in das Finale um den DFB-Pokal 1994 vor, wenngleich auf dem Weg dazu der MSV Duisburg im Oktober der einzige Gegner aus der Bundesliga war. Im Finale schlugen sich die Essener achtbar, verloren aber mit 1:3 gegen den SV Werder Bremen.
Seine nächste Station war der 1. FSV Mainz 05; dort war er vom 25. September 1995 bis 2. März 1997 tätig. Im Mainz-05-Buch „Karneval am Bruchweg“ der Autoren Reinhard Rehberg und Karn wird festgehalten, „dass Wolfgang Frank in seiner ersten Amtszeit in Mainz den Klub von Kopf bis Fuß umgekrempelt hat“. Er setzte in dem Klub, der in der 2. Bundesliga gegen den Abstieg kämpfte, die Lehre von Arrigo Sacchi um: Raumdeckung mit Vierer-Abwehrkette, in einem 4-4-2 mit Forechecking, Pressing und aggressivem Tempofußball. Seine Arbeit wurde zum Vorbild der damaligen Mainzer Spielergeneration in ihrer späteren Trainerfunktion: Jürgen Klopp, Torsten Lieberknecht, Jürgen Kramny, Peter Neustädter, Christian Hock, Stephan Kuhnert, Lars Schmidt, Uwe Stöver, Sven Demandt sowie Sandro Schwarz und David Wagner. Frank hatte nach Ansicht von Klopp „maßgeblichen Einfluss auf die Entwicklung der Trainerausbildung in Mainz“.
Bei FK Austria Wien wurde Frank Ende April 1997 nach dem 29. Spieltag Nachfolger von Walter Skocik. In der Saison 1997/98 wollte er der Mannschaft die Viererkette nahebringen, was aber misslang. Nachdem er bereits seinen Abschied angekündigt hatte, wurde er am 9. April 1998 freigestellt. Die Austria wurde in dem Jahr Siebte in einer Liga von zehn Mannschaften. Frank fand aber umgehend wieder Aufnahme bei Mainz 05, wo er bereits drei Tage später wieder auf der Zweitligatrainerbank saß. Bis zu seinem Abschied nach dem 27. Spieltag der Saison 1999/2000 erreichte er mit dem FSV Plätze im Mittelfeld.
In den ersten Wochen der Saison 2000/01 trainierte er den MSV Duisburg. 2002/03 führte er die SpVgg Unterhaching aus der Regionalliga Süd in die 2. Bundesliga; am 2. April 2004 wurde er dort entlassen. Die Mannschaft war damals 13., wie auch nach Saisonende unter seinem Nachfolger Heribert Deutinger.
Vom 1. Juli 2004 bis zu seiner Entlassung am 19. Oktober 2005 war Frank Cheftrainer beim Oberligisten FC Sachsen Leipzig, vom 25. Januar 2006 bis zum 31. Oktober 2007 bei Kickers Offenbach. Ab dem 6. Februar 2008 war er Cheftrainer beim Regionalligisten Wuppertaler SV; der Vertrag wurde zum 30. Juni 2008 aufgelöst. Im Dezember 2008 wurde er Nachfolger von Christian Hock als Trainer beim Zweitligisten SV Wehen Wiesbaden; wegen anhaltenden Misserfolgs wurde er aber bereits am 23. März 2009 von seinen Aufgaben entbunden. Ab dem 12. Oktober 2010 war er Trainer beim thüringischen Drittligaverein FC Carl Zeiss Jena. Der Vertrag galt bis zum Saisonende 2010/11, doch am 20. April 2011 trennte sich der Verein von Frank – nach neun Spielen ohne Sieg in Folge. Im Sommer 2011 wurde er Trainer beim belgischen Verein AS Eupen, er blieb dort jedoch nur eine Saison.
Im Mai 2013 wurde bekannt, dass bei Wolfgang Frank ein Gehirntumor diagnostiziert worden war. Am 7. September 2013 informierte sein ehemaliger Verein Kickers Offenbach die Öffentlichkeit über sein Ableben.
Das Areal um das Bruchwegstadion und das Nachwuchsleistungszentrum von Mainz 05 heißt seit Anfang September 2021 Wolfgang Frank Campus am Bruchweg.

#### Erfolge als Trainer
- DFB-Pokal-Finalist (1): 1994 (mit Rot-Weiss Essen)
- Meister der Regionalliga Süd und Aufstieg in die 2. Fußball-Bundesliga (1): 2003 (mit der SpVgg Unterhaching)